# Ернястас Галванаускас
Ернястас Галванаускас, або Ернястас Ґалванаускас (лит. Ernestas Galvanauskas; 20 листопада 1882, с. Зізоняй, Ковенська губернія, Російська імперія (нині Біржайський район, Литва) — 24 липня 1967, Екс-ле-Бен, Франція) — литовський громадський та державний діяч, двічі прем'єр-міністр Литви; за освітою гірничий інженер та електроінженер.

## Ранні роки
Навчався в початковій школі у Вабалінінкаї та дворічному реальному училищі в Паневежисі. Закінчив гімназію в Мітаві (нині Єлгава). У 1902–1904 і 1906–1908 навчався в петербурзькому Гірничому інституті. У 1908–1912 завершував освіту в Льєжі, Бельгія. У 1913 здобув диплом електроінженера. 
Співпрацював у газетах «Вільняус жіньос» («Вільнюські вісті»), «Летувос укінінкас». Автор ряду наукових праць.
У 1913 працював у Сербії в консорціумі французьких банків.
У 1919 організував литовське інформаційне бюро в Парижі.
Один із творців Союзу селян Литви (Lietuvos valstiečių sąjunga). Член демократичної партії.

## Уряди
Міністр-голова 5-го кабінету міністрів та міністр фінансів, торгівлі та промисловості (7 жовтня 1919 — 19 червня 1920).
У шостому уряді Казіса Грінюса (19 червня 1920 — 2 лютого 1922) — міністр фінансів, торгівлі та промисловості, виконувач обов'язки міністра повідомлень.
У сьомому (2 лютого 1922 — 22 лютого 1923), восьмому (23 лютого 1923 — 29 червня 1923) та дев'ятому (29 червня 1923 — 18 червня 1924) урядах Литви — міністр-голова та міністр закордонних справ.
Одночасно у восьмому та дев'ятому урядах, тобто з лютого 1923 до червня 1924, виконував обов'язки міністра у справах білорусів.
У 1924–1927 — представник Литви в Лондоні.

## Клайпеда
У 1927–1928 — голова правління Клайпедського порту. Заснував у Клайпеді товариство дешевих квартир для робітників литовців.
У 1934–1939 — перший ректор Клайпедського комерційного інституту.

## Пізні роки
В уряді Антанаса Мяркіса (21 листопада 1939 — 17 червня 1940) був міністром фінансів. У 1940 — виконувач обов'язки міністра зв'язку. У січні 1941 увійшов у Литовський національний комітет (лит. Lietuvos Tautinis Komitetas) і був його головою (комітет створений за кордоном у вересні 1940 з ініціативи послів незалежної Литовської Республіки, що залишалися за кордоном та за участі президента Антанаса Смятони. Передбачалося, що Національний комітет трансформується в литовський уряд у вигнанні. Проте жодної суттєвої ролі комітет не зіграв).
У 1944 емігрував. Помер у Франції.